# Stade de l’Épopée
Das Stade de l’Épopée (deutsch Stadion des Heldenepos) ist ein Fußballstadion in der französischen Stadt Calais, Département Pas-de-Calais in der Region Hauts-de-France. Der Fußballverein Calais RUFC (Calais Racing Union Football Club) wechselte aus dem alten Stade Julien-Denis in die 12.432 Zuschauer fassende Sportstätte. Alle Plätze sind überdacht. Die Baukosten beliefen sich auf 22 Mio. €. Der Name des Stadions bezieht sich auf die Pokalsaison 1999/2000, als der damalige Viertligist Calais RUFC in das Finale einzog und nur knapp gegen den Erstligisten FC Nantes mit 1:2 verlor.
Da man bei den Pokalspielen 1999/2000 in das größere und moderne Stade Félix-Bollaert nach Lens umziehen musste; wuchs der Wunsch nach einem neuen Stadion. Als der Verein 2006 das Pokal-Viertelfinale erreichte; musste man nicht nur erneut nach Lens ausweichen, sondern auch in das Stadion des Lokalrivalen US Boulogne. 
Die Stadt Calais beauftragte die Firma Icade mit der Umsetzung des Bauprojekts. Der Entwurf des Architekturbüros Paulin-Mariotti wurde ausgewählt. Zuerst sollte das Stadion eine Kapazität von 8.000 Plätzen (erweiterbar auf 14.000) haben. Die Gemeinde entschied sich dann aber für 12.000 Sitzplätze (steigerbar auf 18.000). Am 22. März 2007 wurde dann der Grundstein vom damaligen Bürgermeister Jacky Henin gelegt und die Arbeiten begannen. Die Kosten teilten sich die Stadt Calais (13,9 Mio. €), der Regionalrat (7,2 Mio. €) und die Europäische Union (0,9 Mio. €).
Am 27. September 2008 wurde die neue Sportstätte feierlich eröffnet. Im Eröffnungsspiel trafen der Calais RUFC und Stade Laval (1:4) vor 11.532 Zuschauern aufeinander. Nach dem Spiel gab es noch Musik und ein Feuerwerk.